# Baszta na Podmurzu
Baszta na Podmurzu – jedna z baszt systemu średniowiecznych fortyfikacji Gdańska, znajdująca się na Głównym Mieście. Jest jedną z najstarszych zachowanych baszt. Sąsiednimi basztami są Baszta Bramy Szerokiej i Baszta Jacek.

## Historia
Piętnastowieczna baszta została prawie całkowicie zniszczona w czasie działań wojennych w 1945 roku. W 1988 roku Miasto Gdańsk przekazało obiekt na siedzibę nowego oddziału Muzeum Historycznego Miasta Gdańska, który został otwarty w 1997 roku. W 2000 roku zmieniono nazwę oddziału na Muzeum Gdańskiego Sportu i Turystyki, które zostało zlikwidowane pod koniec 2008 roku.